# Die Furcht vor der Freiheit
Die Furcht vor der Freiheit (original Escape from Freedom) ist ein Buch des Psychoanalytikers, Philosophen und Sozialpsychologen Erich Fromm, das 1941 veröffentlicht wurde.
Mit diesem Buch beabsichtigte Fromm, neben seinen Charakterstudien des modernen Menschen, die Wechselwirkungen zwischen psychologischen und soziologischen Faktoren zu untersuchen.
Ziel der Untersuchung war es, „die Gründe für die totalitäre Flucht vor der Freiheit“ zu erkennen.

## Inhalt
Im Vorwort erläutert der Autor die These seines Buches: Der moderne Mensch habe die Fesseln der vor-individualistischen Gesellschaft überwunden und dadurch Unabhängigkeit und Rationalität gewonnen. Es fehle aber noch die Freiheit, die Fromm als „positive Verwirklichung seines individuellen Selbst“ definiert. Diese besteht für Fromm darin, seine intellektuellen, emotionalen und sinnlichen Möglichkeiten voll zum Ausdruck zu bringen. Der moderne Mensch sei isoliert, ängstlich und ohnmächtig. Weil der Mensch diese Isolierung nicht ertrage, müsse er sich entweder in eine neue Abhängigkeit und Unterwerfung begeben oder die positive Freiheit verwirklichen. (S. 7)

„Die These des Buches lautet, daß der moderne Mensch, nachdem er sich von den Fesseln der vor-individualistischen Gesellschaft befreite, die ihm gleichzeitig Sicherheit gab und ihm Grenzen setzte, sich noch nicht die Freiheit – verstanden als positive Verwirklichung seines individuellen Selbst – errungen hat.“

Im ersten Kapitel nennt Fromm den Zweck seines Buches: die dynamischen Faktoren in der Charakterstruktur des modernen Menschen zu analysieren, die in den faschistischen Ländern dazu geführt hätten, die Freiheit aufzugeben. Diese seien auch bei vielen Menschen in den USA stark verbreitet. (S. 11) Fromm zeigt den Unterschied zwischen seiner Untersuchung und Sigmund Freuds Menschenbild auf, das auf der Annahme beruhe, dass der Mensch von Natur aus böse, antisozial sei und von der Gesellschaft domestiziert werden müsse. Die Triebe müssten unterdrückt und verfeinert werden (S. 14/15). Er sieht sich hier in Übereinstimmung mit der Neoanalyse Karen Horneys und Harry Stack Sullivans.
Fromm analysiert den psychologischen Begriff der Freiheit. Nachfolgend betrachtet er die geschichtliche Entwicklung des Individualismus und das „Doppelgesicht der Freiheit“.
In seiner Untersuchung widmet er sich daraufhin den Fluchtmechanismen vor der Freiheit:
- Flucht ins Autoritäre (vgl. Autoritärer Charakter)
- Flucht ins Destruktive (vgl. spätere Veröffentlichung Anatomie der menschlichen Destruktivität)
- Flucht ins Konformistische (vgl. Konformismus)

Die Fluchtmechanismen werden aus tiefenpsychologischer Perspektive beleuchtet, d. h. unter Berücksichtigung unbewusster Kräfte.

## Stellenwert der Arbeit in Fromms Gesamtwerk
Fromm entwickelt seine Charakterlehre in Psychoanalyse und Ethik noch weiter. Letzteres betrachtet er gewissermaßen als eine Art Fortsetzung.
Jahre zuvor wurde unter Leitung Fromms der autoritäre Charakter im Rahmen der Arbeiter- und Angestellten-Erhebung empirisch untersucht. Diese Studie führte er „am Vorabend des Dritten Reiches“ am Frankfurter Institut für Sozialforschung durch.

## Rezeption
Das Buch wurde zur Zeit seiner Veröffentlichung in Amerika 1941 schnell bekannt. Besonderes Interesse hatte die Öffentlichkeit an der Analyse des Nazismus und der Persönlichkeitsstruktur Hitlers.
Der ehemalige Bundespräsident Joachim Gauck berief sich bezüglich seiner Freiheitsauffassung in einer Rede von 2009 auch auf Die Furcht vor der Freiheit.
Im modernen Diskurs wird ebenso noch auf die Schrift verwiesen; so zitiert der Journalist Paul Mason in seinem Text Keine Angst vor der Freiheit (2017) Fromms Werk.